# Feuerwehr Hannover
Die Feuerwehr Hannover besteht aus der Berufsfeuerwehr der Stadt Hannover, 17 Ortsfeuerwehren der Freiwilligen Feuerwehr sowie sieben Werkfeuerwehren. Die Berufsfeuerwehr ist als Fachbereich (OE37) der Stadtverwaltung Hannover zugeordnet, seit Oktober 2020 dem Dezernat II für Finanzen, Ordnung und Feuerwehr. Die Feuerwehr Hannover ist zuständig für Brandschutz, Hilfeleistung, Rettungsdienst sowie Zivil- und Katastrophenschutz. Die Berufsfeuerwehr unterhält fünf Feuer- und Rettungswachen.

## Geschichte

### Vor der Gründung
Dem Brandschutz wurde in Hannover bereits früher eine große Bedeutung zugemessen. Die ersten erhaltenen Regelungen der Stadt waren die „Revidirte Feur-Ordnung E. E. Raths der Stadt Hannover“ von 1681 und 1708. In der Ausgabe von 1708 werden erstmals zwei „Schlangenspritzen“ erwähnt. Bei diesen Spritzen handelte es sich um Handdruckspritzen, bei denen das Löschwasser nicht über ein fest aufgesetztes Rohr abgegeben werden musste, sondern über Druckschläuche (so genannte Schlangen) zur Brandstelle geleitet werden konnte. 1789 erwähnen die städtischen Quellen erstmals zwei „Feuerlöscher-Corps“, die sich gegenseitig Hilfe leisteten. Die Corps waren in der Altstadt und der damals noch selbstständigen Calenberger Neustadt aufgestellt und hatten eine Stärke von 150 sowie 100 Mann. Ebenfalls zu dieser Zeit wird ein „Rettungsverein“ der Kaufleute Hannovers zur Rettung ihres Eigentums bei Feuersgefahr erwähnt.
Am 15. Mai 1850 gab der Magistrat der Stadt Hannover eine 58 Paragraphen umfassende „Dienstordnung für die Feuerwehrmänner der Königlichen Residenzstadt Hannover“ heraus. Dies führte zu einer völligen Umgestaltung des Feuerlöschwesens und der Einführung einer Pflichtfeuerwehr, dem „Corps der Feuerwehrmänner“. Das Corps umfasste 96 Feuerwehrmänner und war in fünf Wachmeisterschaften eingeteilt. Je drei Mann des Corps hatten nachts Wache zu halten und die Spritzen zum Ausrücken vorzubereiten. Im Jahr 1849 hatte sich im Männerturnverein Hannover eine Rettungsschar gebildet, die von der Stadt Hannover anerkannt wurde und ebenfalls dem „Feuerkommando“ unterstellt wurde. Über die Jahre stiegen die Anforderungen an die hannoverschen Brandschützer. Mit den Dienstordnungen von 1853 und 1858 wurde ein 24-stündiger Bereitschaftsdienst gegen Vergütung für einen Wachtmeister und zehn Feuerwehrmänner des Corps eingeführt.

### 1880 bis 1945

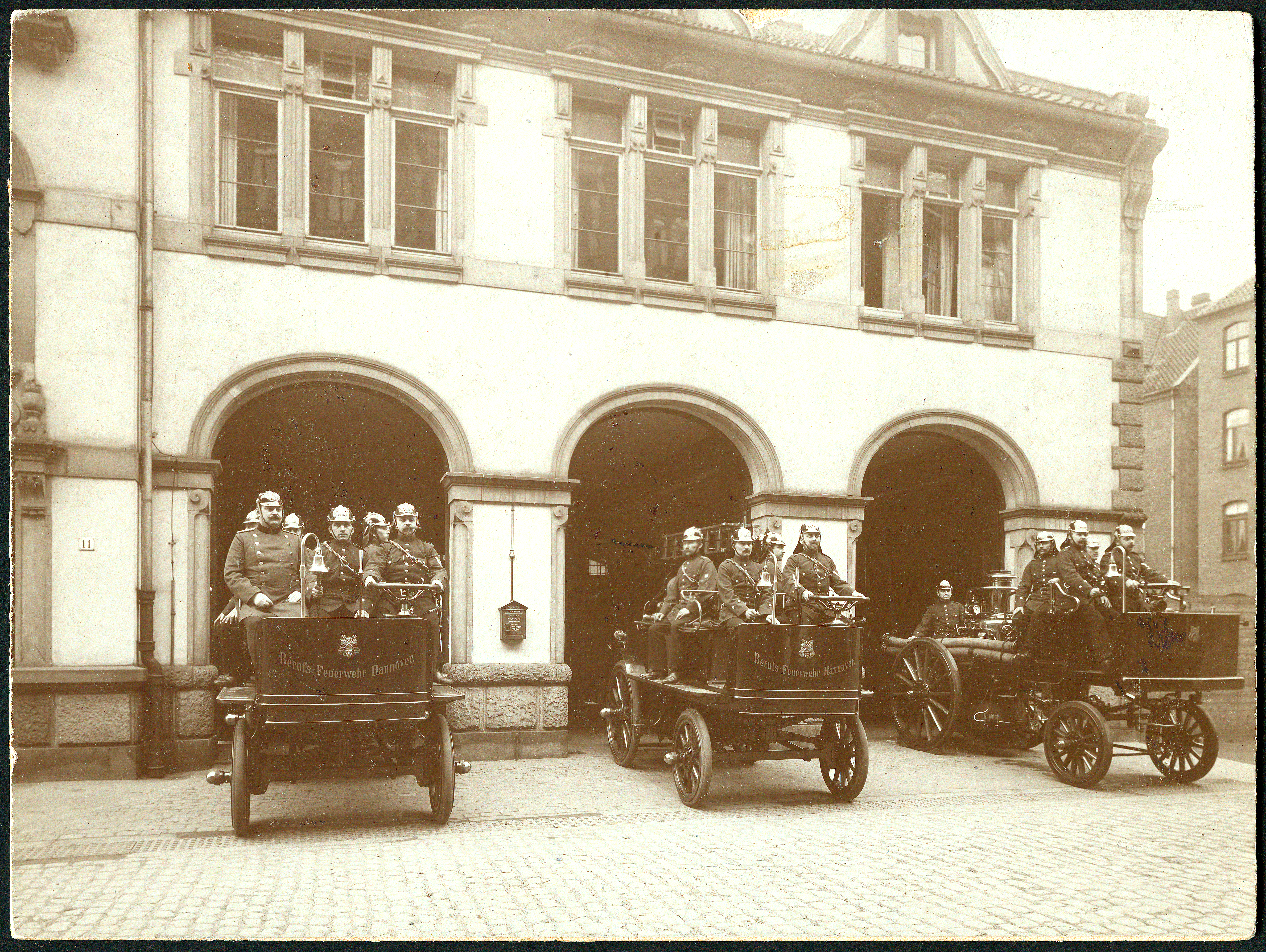
1902: Der Hannoversche Feuerlöschzug von 1902 vor der Feuerwache II

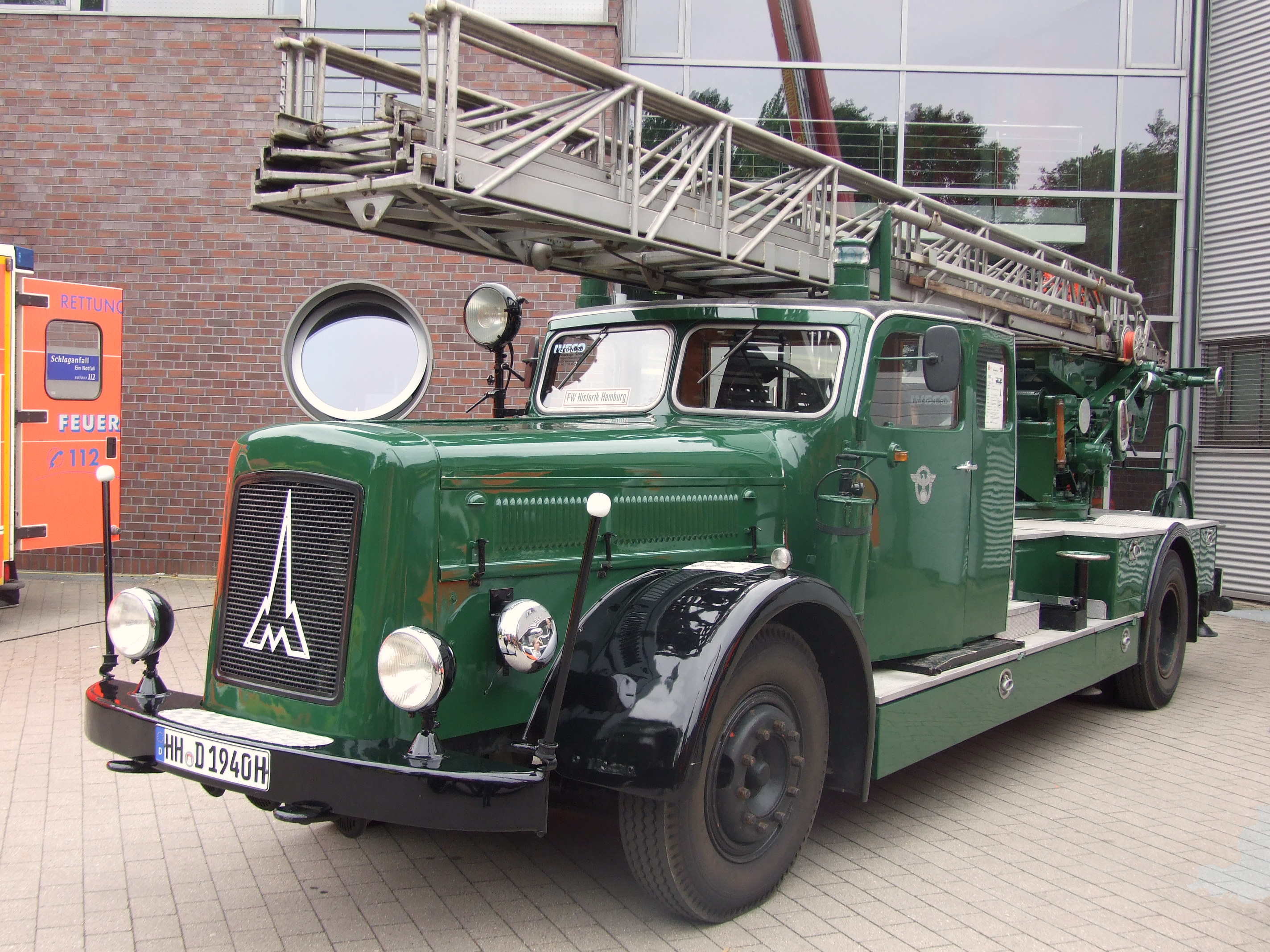
Eine 1941 im Polizei-Tannengrün ausgelieferte Magirus-Kraftfahrleiter

Die im Jahr 1880 gegründete Berufsfeuerwehr Hannovers beschränkte sich in ihren frühen Jahren hauptsächlich auf die Brandbekämpfung. Im Jahr 1902 wurde sie erstmals mit dem Transport von Zivilpersonen mit ansteckenden Krankheiten beauftragt. Drei Jahre später befand sich das gesamte Krankentransportwesen der Stadt in der Zuständigkeit der Berufsfeuerwehr, weshalb ab diesem Zeitpunkt jeder Feuerwehrmann eine Ausbildung als Sanitäter zu absolvieren hatte. Im Jahr 1888 fand der 13. Deutsche Feuerwehrtag in Hannover statt.
Der Hannoversche Feuerlöschzug von 1902 wurde in der Nordstadt in Betrieb genommen und bildete im Jahr 1902 mit seinen drei Fahrzeugen den ersten Automobil-Löschzug der Welt.
Während im Jahr 1911 noch ungefähr 500 Unfall- und Krankentransporte monatlich durchgeführt wurden, stieg diese Zahl während einer Typhusepidemie im Jahr 1926 auf über 200 Transporte täglich. Die Feuerwehr musste ihre Transportkapazitäten steigern, weshalb pferdebespannte Wagen durch Einsatzfahrzeuge mit Benzinmotor ersetzt wurden. Nachdem ein Jahr später alle Pferdewagen abgeschafft wurden, erhielten die neuen Feuerwehrfahrzeuge und Krankenwagen im Jahr 1928 erstmals Fanfaren.
Nach der Machtergreifung Hitlers und der NSDAP Ende Januar 1933 wurde ein erstes Feuerlöschgesetz (FLG) erlassen, das am 1. Januar 1934 in Kraft trat. Obwohl es diese Bezeichnung offiziell nicht gab, fand sich dort bereits der Begriff „Feuerlöschpolizei“. Mit dem dann im November 1938 erlassenen „Gesetz über das Feuerlöschwesen“ erfolgte die amtliche Umbenennung in Feuerschutzpolizei. Ebenfalls mit dem Gesetz wurden die Ausrüstung der Wagen mit Blaulicht, die einheitlichen Storz-Kupplungen für die Schläuche und Hydranten sowie die zentrale Alarmierung über Sirenen geregelt. Die im Oktober 1938 vom Reichs- und Preußischen Minister des Innern Wilhelm Frick erlassene Durchführungsverordnung zu diesem Gesetz entzog den Ländern schließlich die umfassende Zuständigkeit für das Feuerwehrwesen. Zwar mussten die Kommunen weiterhin alle Kosten für Personal, Ausrüstung, Gebäude etc. tragen, die Dienstaufsicht und damit auch das Weisungsrecht gingen jedoch auf das Reich über. Alle Feuerwehren, auch die Werk- und Freiwilligen Feuerwehren, unterstanden nun den örtlichen Dienststellen der Ordnungspolizei des „Reichsführers SS“ und Chefs der Deutschen Polizei Heinrich Himmler. Um dies auch äußerlich zu kennzeichnen, waren die ab 1940 ausgelieferten Einsatzfahrzeuge im Tannengrün (RAL 6009) der Polizei lackiert.
Die Neue Synagoge wurde bei den Novemberpogromen am 9. November 1938 in Brand gesteckt. Sie brannte dabei völlig aus. Die SS sperrte die Synagoge ab und um 02:35 Uhr wurde Feueralarm durch die Staatspolizei durchgegeben. Die spät alarmierte Feuerwehr beschränkte sich auf den Schutz der umliegenden Häuser.
Im Zweiten Weltkrieg kamen bei den 88 Luftangriffen auf Hannover, die USSBS gibt eine Zahl von 125 an, auch viele Angehörige der Feuerwehren ums Leben. Nach dem letzten Luftangriff am 28. März 1945 waren die Mehrzahl der Feuerwachen und Einsatzfahrzeuge zerstört. Die Neuanschaffung von speziellen Feuerwehrfahrzeugen nebst Ausrüstung war in der Nachkriegszeit schwierig bis unmöglich und es galt, zu improvisieren.

### 1945 bis heute

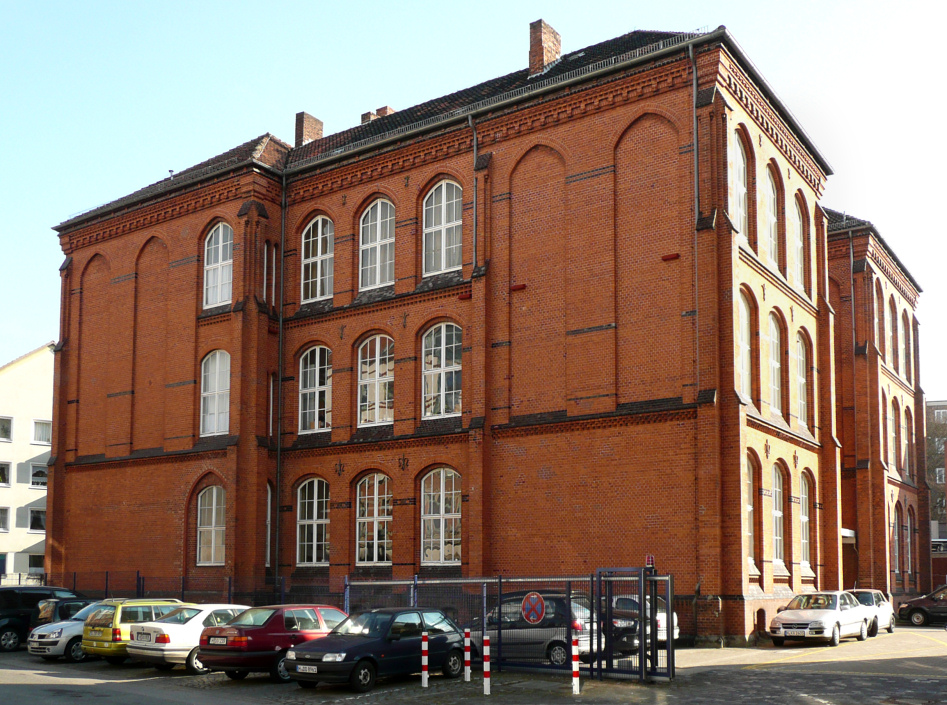
Denkmalgeschütztes Gebäude auf dem Gelände der ehemaligen Feuerwache 1 in der Calenberger Neustadt

Nach Kriegsende wurde die Feuerschutzpolizei wieder in Feuerwehr Hannover umbenannt. Sie nahm mit britischen Einsatzfahrzeugen den Rettungsdienst auf. Am 1. April 1946 wurde der Krankentransportdienst bei der Berufsfeuerwehr Hannover durch eine Anweisung der Militärregierung wieder eingeführt. Aufgrund großer Produktionseinschränkungen musste der Dienst zunächst mit alten Fahrzeugen durchgeführt werden.
Bei dem Eisenbahnunfall von Linden kamen am 22. Juni 1969 acht Männer der Feuerwache 4 und vier Bahnmitarbeiter ums Leben, als im Güterbahnhof Fischerhof ein mit Munition für die Bundeswehr beladener Waggon explodierte.
Im Jahr 1972 wurde der erste Notarztwagen eingesetzt, dessen Standort das Klinikum Siloah war. 1974 wurde eine gemeinsame Leitstelle der Berufsfeuerwehr und der Rettungsdienste Hannovers als Rettungsleitstelle Hannover gebildet. Im Jahr 1977 wurde die Rettungssanitäterschule der Berufsfeuerwehr Hannover gegründet, um jeden Feuerwehrmann im Rettungsdienst zum Rettungssanitäter auszubilden.
Im Jahr 1989 entstand das neue Berufsbild des Rettungsassistenten, die Ausbildung wurde durch das Rettungsassistentengesetz und die Ausbildungs- und Prüfungsverordnung bundeseinheitlich geregelt. Am 1. September 1989 erhielt die Berufsfeuerwehr Hannover als eine der ersten Ausbildungsstätten im Bundesgebiet die staatliche Anerkennung als Rettungsassistentenschule. Seit 1989 werden alle Feuerwehrbeamten im Rettungsdienst zu Rettungsassistenten aus- und fortgebildet.
Der 29. Deutsche Feuerwehrtag fand vom 20. bis 25. Juni 2022 zum dritten Mal in Hannover statt und wurde in Verbindung mit der Weltleitmesse Interschutz, die bereits zum sechsten Mal in Hannover stattgefunden hat, durchgeführt.
Heute ist aus der Behörde für Brandbekämpfung ein Dienstleistungsbetrieb für Brandschutz, Hilfeleistung, Rettungsdienst sowie Zivil- und Katastrophenschutz geworden. Zusätzlich befasst sich die Feuerwehr Hannover mit verschiedenen Sonderaufgaben, wie der Einweisung psychisch Kranker oder der Organisation von Evakuierungen im Rahmen der Kampfmittelbeseitigung, die der KBD Niedersachsen durchführt.

### Einsätze

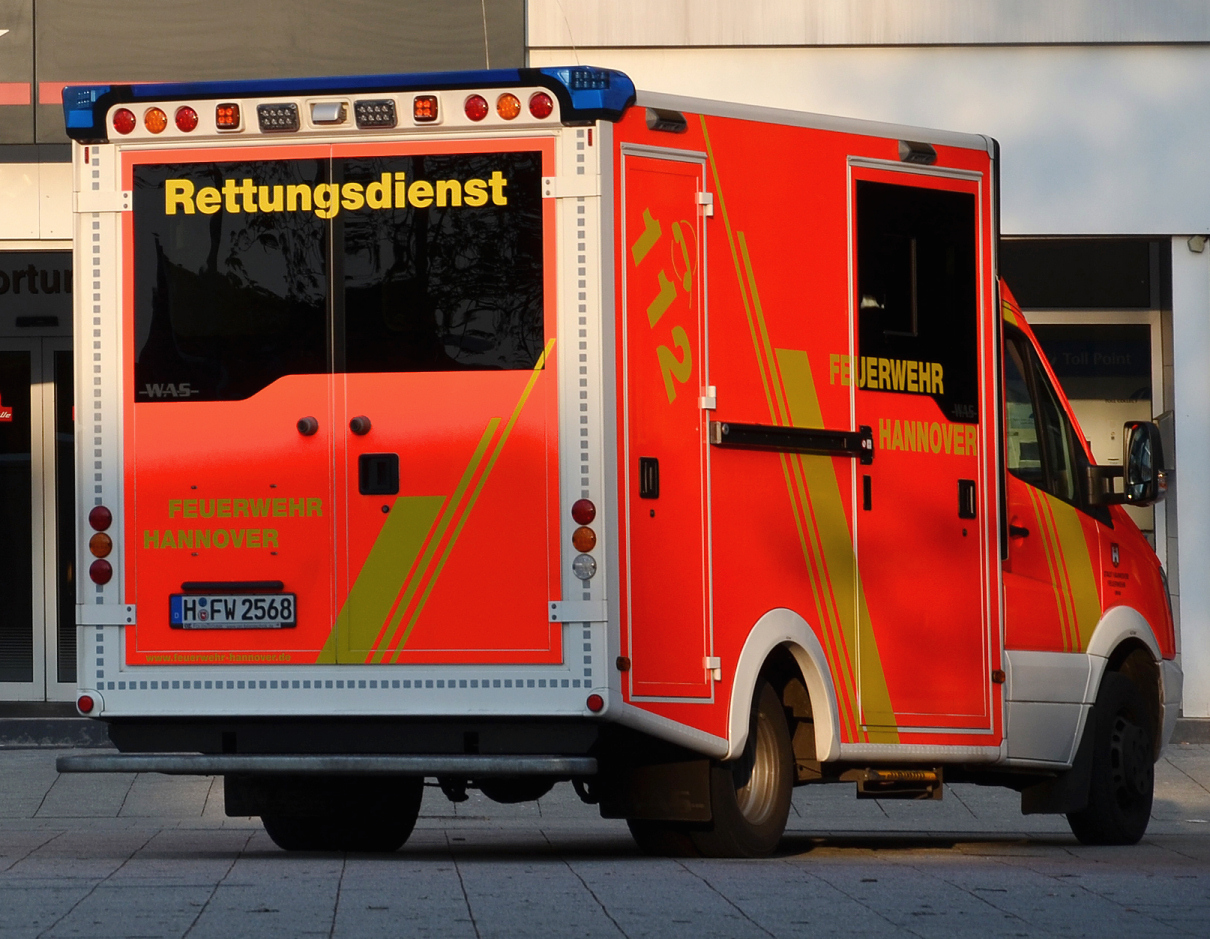
Rettungswagen der Feuerwehr Hannover

| Einsätze             | 2004   | 2005   | 2006   | 2007   | 2008   | 2009   | 2010   | 2011   | 2012   | 2013   | 2014   | 2015   | 2016   | 2017   | 2018   | 2019   | 2020   | 2021                        | 2022                        | 2023                        |
| -------------------- | ------ | ------ | ------ | ------ | ------ | ------ | ------ | ------ | ------ | ------ | ------ | ------ | ------ | ------ | ------ | ------ | ------ | --------------------------- | --------------------------- | --------------------------- |
| Brand                | 1.011  | 963    | 1.079  | 915    | 909    | 975    | 847    | 994    | 941    | 836    | 776    | 779    | 674    | 674    | 764    | 712    | 661    | 7.979 (insgesamt, Brand/TH) | 7.084 (insgesamt, Brand/TH) | 7.083 (insgesamt, Brand/TH) |
| Falschalarm Brand    | 1.214  | 1.332  | 1.410  | 1.180  | 1.356  | 1.599  | 1.653  | 1.950  | 2.185  | 2.402  | 2.119  | 2.143  | 2.301  | 2.332  | 2.412  | 2.169  | 1.898  | -                           | -                           | -                           |
| Techn. Hilfeleistung | 3.352  | 3.338  | 4.109  | 4.201  | 3.885  | 4.257  | 3549   | 3.232  | 2.649  | 3.486  | 3.242  | 3.303  | 3.388  | 3.903  | 3.597  | 3.176  | 1.822  | Siehe oben                  | -                           | -                           |
| Falschalarm TH       | 688    | 693    | 799    | 895    | 698    | 1.006  | 1.367  | 1.120  | 948    | 1.203  | 1.008  | 1.059  | 1.127  | 1.401  | 1.191  | 1.550  | 1.030  | -                           | -                           | -                           |
| Rettungsdienst       | 40.304 | 41.486 | 41.757 | 41.725 | 41.760 | 42.734 | 45.422 | 47.823 | 50.397 | 52.626 | 58.037 | 60.062 | 62.475 | 62.119 | 61.121 | 60.928 | 57.068 | 59.372                      | 61.158                      | 52.658                      |
| Gesamt               | 46.569 | 47.812 | 49.154 | 48.916 | 48.608 | 50.571 | 52.838 | 54.192 | 57.120 | 60.553 | 65.182 | 67.346 | 69.965 | 70.429 | 69.085 | 68.135 | 62.479 | 67.351                      | 68.542                      | 59.741                      |

## Fachgruppen
Die Feuerwehr Hannover verwendet das Fachgruppenkonzept. Es gibt neun Fachgruppen, teilweise mit weiter spezialisierten Untergruppen: Höhenrettung, Wasserrettung, Führung und Kommunikation (FüKom), Massenanfall von Verletzten (ManV), Verpflegung und Betreuung, schwere Technische Hilfeleistung, Logistik, ABC-Gefahrenabwehr sowie Hochwasserschutz.
Die Feuerwehren sind gemäß ihrer Fachgruppe speziell ausgebildet und ausgestattet. Die Ausrüstung wird jeweils an einer Feuer- und Rettungswache konzentriert. Die einzelnen Freiwilligen Feuerwehren werden bestimmten Fachgruppen zugeordnet. Je nach Einsatzart wird die zuständige Freiwillige Feuerwehr alarmiert, welche die Berufsfeuerwehr auf deren Wachen und am Einsatzort unterstützt.

### Höhenrettung
Die Fachgruppe Höhenrettung wird nur durch die Berufsfeuerwehr gestellt. Sie ist für die Rettung von Personen aus großen Höhen oder Tiefen bis zu 200 Meter zuständig. Die 30 Mitglieder dieser Fachgruppe rücken im Einsatzfall mit dem auf der Feuerwache 5 stationierten Gerätewagen Höhenrettung aus. Typische Einsatzstellen sind z. B. Hoch- und Tiefbaustellen, Windkraftanlagen und Hochhäuser.
Gegebenenfalls wird die Fachgruppe Höhenrettung von der Fachgruppe schwere Technische Hilfeleistung unterstützt, zu der der Feuerwehrkran und der AB-Rüstmaterial, der Materialien für Hoch und Tiefbauunfälle, Einstürze, Schüttgutunfälle und Schachtunfälle enthält, gehören. Außerdem wird die Teleskopmastbühne 54 häufig zu gemeinsamen Einsätzen mit der Fachgruppe Höhenrettung alarmiert.

### Wasserrettung
Die Fachgruppe Wasserrettung ist Schwerpunktaufgabe der Feuer- und Rettungswache 4. Sie wird unterstützt von den Ortsfeuerwehren Anderten, Misburg, Vinnhorst und Ricklingen. Sie ist neben der Rettung und Bergung von Personen, Tieren und Objekten aus dem Wasser für die Eisrettung und den Hochwasserschutz und Hochwassereinsätze zuständig.
Die Fachgruppe verfügt über zwei Rettungsboote und wird durch den Gerätewagen Wasserrettung und ein Mehrzweckboot ergänzt.

### Führung und Kommunikation
Die Fachgruppe Führung und Kommunikation (FüKom) wurde im Jahr 1998 nach Auflösung des Fernmeldedienstes gegründet und ist auf der ehemaligen Feuer- und Rettungswache 1, jetzt Wache 10 stationiert. Sie wird unterstützt durch die Ortsfeuerwehren Bemerode und Vinnhorst. Die Fachgruppe verfügt über zwei Gerätewagen FüKom (Abkürzung: GW Fü-Kom), zwei Krafträder (Abkürzung: Krad), ebenfalls zwei Anhängern mit fest verbauten Stromerzeuger und Lichtmast (Abkürzung: Strom-A) und einen Einsatzleitwagen 2. Sie ist für die Unterstützung der Einsatzleitung bei größeren Schadensereignissen durch die Sicherstellung der Kommunikation und das Führen von Lagekarten sowie des Einsatztagebuches zuständig. Im Einsatzfall wird sie durch den Einsatzleitwagen 3 und den Funk- und Nachrichtentechnik-Alarmdienst mit einem der drei Gerätewagen FN und weiteren Führungsdiensten unterstützt.

### Massenanfall von Verletzten

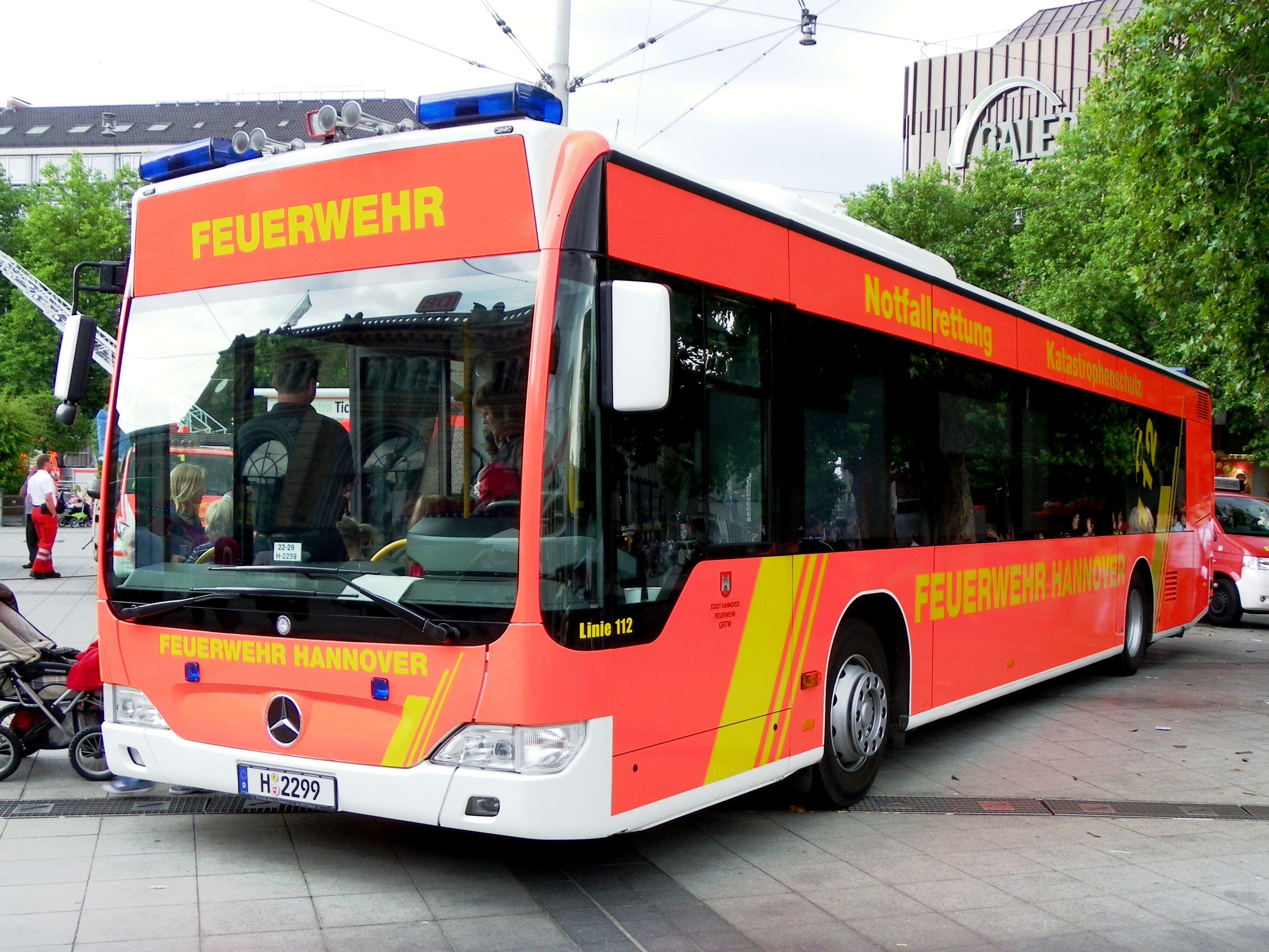
Großraumrettungswagen

Die Fachgruppe Massenanfall von Verletzten (ManV) auf der Feuer- und Rettungswache 2 ist für die Versorgung und Behandlung von über 20 Verletzten zuständig. Sie ist in zwei Untergruppen aufgeteilt.
Für die Komponente Behandlungsplatz (BHP) sind die Ortsfeuerwehren Stöcken und Ahlem zuständig. Sie ist für den Aufbau und den Betrieb des BHP zuständig. Dafür verfügt sie über einen Gerätewagen-L, den AB-Rettung, den AB-Betreuung, ein Wechselladerfahrzeug und den Großraumrettungswagen (GRTW). Das Personal wird von der Berufsfeuerwehr gestellt.
Für die Komponente Patiententransport sind die Ortsfeuerwehren Ahlem und Vinnhorst zuständig. Sie sorgt für den Transport der Patienten von der Verletztensammelstelle zum Behandlungsplatz. Dafür werden neben normalen Rettungswagen der GRTW, der Großraumeinsatzwagen (GEW) 50, der GEW 20 und weitere Transportmittel eingesetzt.

### Verpflegung und Betreuung
Die Fachgruppe Verpflegung und Betreuung ist Aufgabe der Ortsfeuerwehren Kirchrode und Wülfel. Sie ist für die Versorgung und Betreuung von bis zu 1.000 Personen ausgerüstet. Sie ist sowohl für die Verpflegung von Einsatzkräften als auch für die Betreuung von evakuierten Personen zuständig.
Die Fachgruppe verfügt über den GW-Verpflegung und Betreuung, einen Betreuungs-Lkw mit Feldkochherd, und ein Mannschaftstransportfahrzeug. Sie kann durch den AB-Betreuung, den GEW 50, den GEW 20 und den GRTW der Berufsfeuerwehr unterstützt werden.

### Technische Hilfeleistung
Die Fachgruppe Technische Hilfeleistung ist Schwerpunktaufgabe der Feuer- und Rettungswache 5 und wird durch die Ortsfeuerwehren Anderten und Wülferode unterstützt. Sie kommt bei umfangreicher technischer Hilfeleistung bei größeren Schadenslagen zum Einsatz.
Die Fachgruppe verfügt über zwei Rüstwagen, einen Notstromanhänger, einen Lichtmastanhänger, den AB-Rüst, den AB-Tunnel, die Feuerwehrkräne, den AB-Kran und zwei WLF. Der AB-Tunnel wird von der Ortsfeuerwehr Wülferode besetzt und zur Rettung und zum Transport von Fahrgästen in Tunneln der Stadtbahn Hannover eingesetzt. Zusätzlich kommt bei Einsätzen in U-Bahn-Anlagen der AB-Löschunterstützungsfahrzeug mit dem LUF 60 zum Einsatz.

### Logistik
Die Fachgruppe Logistik versorgt Großschadensstellen mit Nachschub- oder Verbrauchsgütern. Die Vorhaltung der Materialien erfolgt im Logistikzentrum der Feuer- und Rettungswache 4. Unterstützt wird sie durch die Freiwilligen Feuerwehren Bornum und Ricklingen. Zum Transport der benötigten Einsatzgeräte verfügen die Mitarbeiter der FG Logistik über einen Gerätewagen Nachschub, einen Gerätewagen Logistik sowie Wechselladerfahrzeuge mit neun unterschiedlichen Abrollbehältern, darunter für Holz, Räumgeräte und Sonderlöschmittel. Hinzu kommen noch ein Radlader und ein Teleskoplader sowie Gabelstapler.

### ABC-Gefahrenabwehr
Die ABC-Gefahrenabwehr, Schwerpunktaufgabe der Feuer- und Rettungswache 3, ist für die messtechnische Erkundung und Überwachung von Gefahrstoffkonzentrationen bei Auftreten großräumiger Schadstoffwolken bei ABC-Einsätzen und Bränden, großräumiges Auffangen von kontaminiertem Löschwasser (Brandbekämpfung/Agswäsche), Dekontamination von Personen – Dekon Stufe II und III, Dekontamination von Fahrzeugen und Geräten und die Durchführung von Einsatzmaßnahmen unter ABC-Sonderschutzausrüstung bei ABC-Großeinsätzen bzw. langandauernden Einsätzen zuständig. Die Ausstattung orientiert sich am ABC-Konzept des Bundes.
Die Fachgruppe ABC-Gefahrenabwehr besteht aus vier Untergruppen:
- Die Fachgruppe Dekontamination Einsatzkräfte wird durch die Ortsfeuerwehren Linden und Limmer gestellt. Sie sind für die Dekontamination von Einsatzkräften zuständig, die mit gefährlichen atomaren, biologischen oder chemischen Stoffen in Berührung gekommen sind.
- Die Fachgruppe Dekontamination Personen/Verletzte wird durch die Ortsfeuerwehren Linden und Davenstedt gestellt. Sie ist für die Dekontamination von Zivilpersonen und Verletzten zuständig, die mit gefährlichen atomaren, biologischen oder chemischen Stoffen in Berührung gekommen sind.
- Die Fachgruppe Dekontamination Geräte und Löschwasserrückhaltung wird durch die Ortsfeuerwehr Linden gestellt und ist für die Dekontamination von Geräten und Fahrzeugen zuständig, die mit gefährlichen atomaren, biologischen oder chemischen Stoffen in Kontakt gekommen sind sowie für das Auffangen von kontaminiertem Löschwasser.
- Die Fachgruppe Spüren und Messen wird durch die Ortsfeuerwehren Badenstedt, Buchholz, Linden und Wettbergen gestellt und ist für die Erkundung von gefährlichen Stoffen und das Messen von Luftverunreinigungen und Kontaminationsgraden zuständig.

### Hochwasserschutz
Die Fachgruppe Hochwasserschutz ist die neueste Fachgruppe der Feuerwehr Hannover und befindet sich aktuell noch im Aufbau. Sie wird durch die Ortsfeuerwehren Bornum, Ricklingen und Wettbergen gestellt. Außerdem stehen ein Abrollbehälter-Sandsackbefüllung mit mobiler Sandsackfüllmaschine und ein Abrollbehälter-Hochwasserschutz auf dem Gelände der Feuer- und Rettungswache 4 zur Verfügung.

## Berufsfeuerwehr
Die Berufsfeuerwehr Hannover ist als Fachbereich, OE37 (Organisationseinheit 37), seit Oktober 2020 dem Dezernat II für Finanzen, Ordnung und Feuerwehr der Stadtverwaltung Hannover zugeordnet. Zuvor war die Feuerwehr im Dezernat IV: Personal, Bildung, Jugend, Familie angesiedelt; davor lange im Geschäftsbereich des Oberbürgermeisters. Leiter des Fachbereichs Berufsfeuerwehr ist seit November 2020 Direktor der Feuerwehr Christoph Bahlmann (Dienstgrad Leitender Branddirektor). Zuständiger Dezernent ist Axel von der Ohe. Für größere Schadenslagen bildet die Feuerwehr unter Führung des Fachbereichsleiters einen Führungsstab. Im Katastrophenfall werden durch den Oberbürgermeister sämtliche Maßnahmen der Gefahrenabwehr koordiniert. Die Adresse des Fachbereichs ist am Weidendamm 50 in 30167 Hannover. (Feuerwache 1)

### Fachbereich OE37
Der Fachbereich Berufsfeuerwehr ist in sieben Bereiche fachlich gegliedert:
- Fachbereichsleitung
  - OE37: Zentrale Fachbereichsangelegenheiten und Rettungsdienst
  - OE37.1: Vorbeugender Brand- und Gefahrenschutz
  - OE37.2: Abwehrender Brand- und Gefahrenschutz
  - OE37.3: Technik, Aus- und Fortbildung, Service
  - OE37.4: Technische Einsatzführung und Kommunikation
  - OE37.5: Freiwillige Feuerwehr
  - OE37.6: Bevölkerungsschutz und Krisenmanagement

Die Bereiche sind in 31 Sachgebiete untergliedert. (Stand: 2024)

### Standorte

#### Wache 10

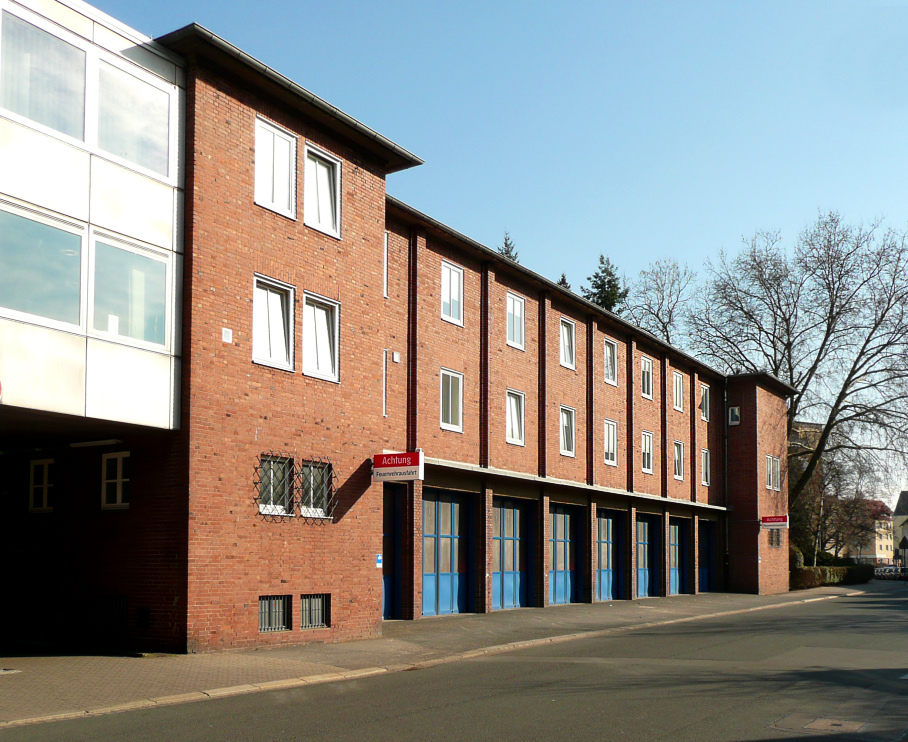
Ausfahrt der damaligen Feuerwache 1 (jetzt Wache 10) in der Calenberger Neustadt

Die Wache (FRW) 10 in der Calenberger Neustadt (ehemals Feuer- und Rettungswache 1) war der Sitz der Verwaltung der Berufsfeuerwehr und der Leitstelle Hannover. Sie diente der Einsatzleitung, der Informations- und Kommunikationstechnik und beherbergte Dienste und Werkstätten für die Ausrüstung, bis diese Funktionen in die Nordstadt zur neuen Feuer- und Rettungswache 1 am Weidendamm 50 verlagert wurden.

#### Feuer- und Rettungswache 1

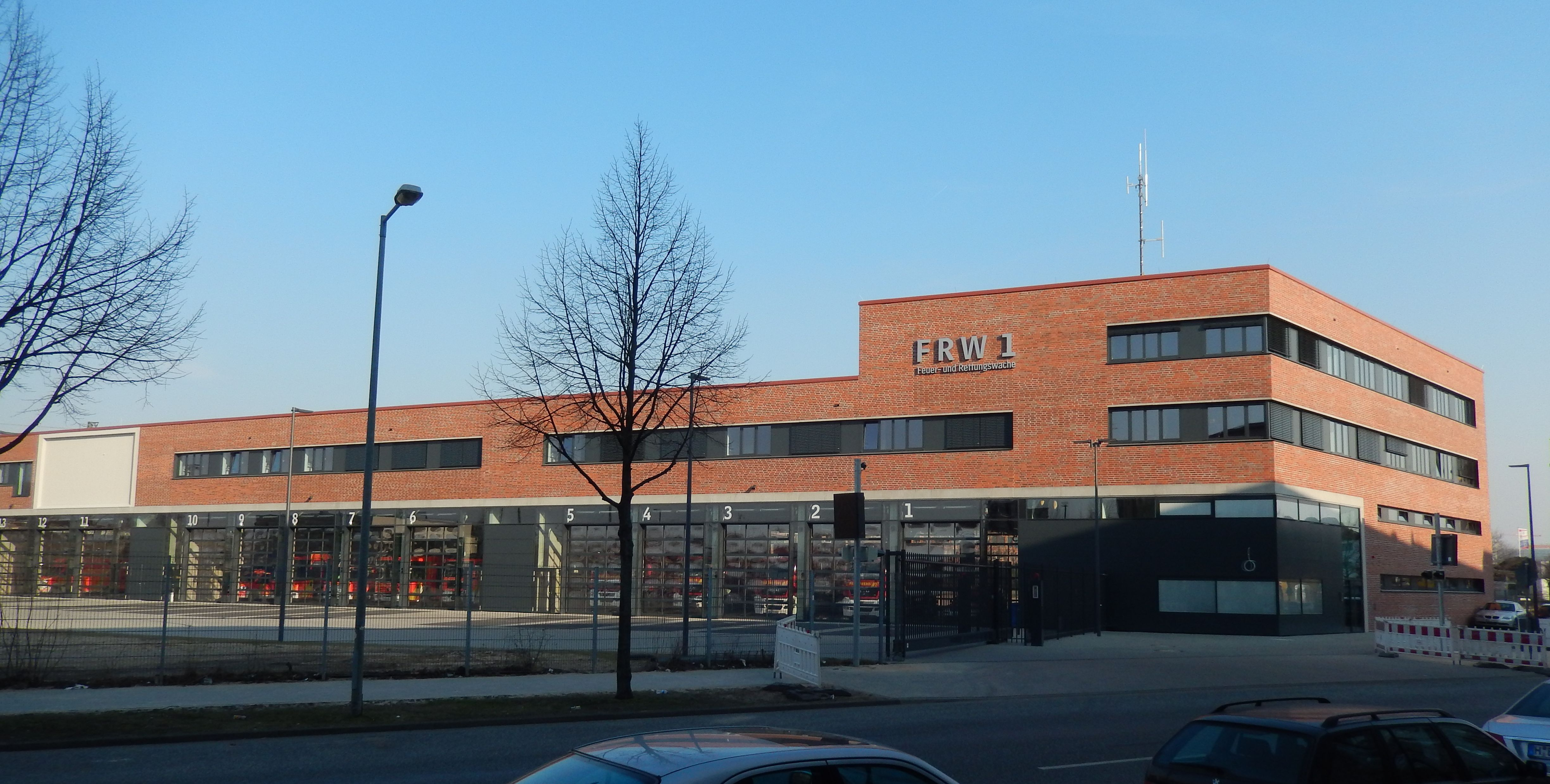
Die neue Feuer- und Rettungswache 1 Nordstadt

Die im Jahr 2014 im ersten Bauabschnitt in Betrieb genommene neue Feuer- und Rettungswache (FRW) 1 in der Nordstadt (Weidendamm 50) ist für die Innenstadt zuständig. Nach Fertigstellung des zweiten Bauabschnittes Ende 2017 sind hier auch die Verwaltung der Berufsfeuerwehr, das Rechenzentrum der Landeshauptstadt Hannover, die Regionsleitstelle, weitere Funktionsdienste und Feuerwehr-Werkstätten angesiedelt. Im Februar 2015 wurde bekannt, dass die anfänglich geplante Polizeizentrale in der Feuer- und Rettungswache 1 aus wirtschaftlichen Gründen doch am bisherigen Standort belassen wird. Streitigkeiten zwischen der Stadtverwaltung und dem beauftragten Unternehmen Züblin wegen Fehlern im Inneren des zweiten Bauabschnittes führten dazu, dass im Juni 2018 kein Fertigstellungstermin genannt werden konnte. Die Stadtverwaltung beantragte daraufhin die Modernisierung der Wache 10 für 4,8 Millionen Euro.
Auf der FRW 1 sind neben den KdoW des A-Dienstes, der B-Dienste Ost und West und des Pressesprechers auch ein Löschzug, zwei Rettungswagen (RTW), ein Kleinlöschfahrzeug (KLF), zwei Gerätewagen (GW) Öl, der Einsatzleitwagen 3, drei GW-Funk- und Nachrichtentechnik, ein Mehrzweckwagen, ein Wechselladerfahrzeug (WLF), je ein Abrollbehälter (AB) Tunnelrettung und Rüstmaterial, ein AB-Löschunterstützungsfahrzeug mit LUF 60, ein AB-Hygiene, ein AB-Mobile Wache, ein AB-Notstrom, ein Brandschutzerziehungsanhänger, drei GW-Prüfung, zwei Inspektionswagen, ein GW-Rettungsdienst und diverse Wirtschaftsfahrzeuge der Verwaltung stationiert.
Mittlerweile befindet sich hier auch das Feuerwehrmuseum Hannover.

#### Feuer- und Rettungswache 2
Auf der Feuer- und Rettungswache 2 in Stöcken (Auf der Klappenburg 3) ist die Redundanzleitstelle von Stadt und Region untergebracht. Hier befindet sich die Feuerwehrschule und Berufsfachschule für Notfallsanitäter. Im Zuge der Sonderaufgabe Rettungsdienst und Massenanfall von Verletzten (ManV) ist hier das Sanitätsmittellager untergebracht. Besondere Gefahrenpunkte im Einsatzgebiet sind die Industrieanlagen von Continental und Volkswagen Nutzfahrzeuge. Die FRW 2 ist mit einer speziellen Desinfektion zur Aufbereitung der Rettungsmittel ausgestattet.
Auf der FRW 2 sind neben einem Löschzug ein Großtanklöschfahrzeug (GTLF 10000), zwei Rettungswagen (RTW), der Feuerwehrkran 70 (FwK 70), der Großraumeinsatzwagen 54 (GEW 54), ein MZW, ein WLF mit Ladekran und AB-Rüst, der AB-Behandlungsplatz, der GW-Rettung, der Großraumrettungswagen (GRTW), ein Schwerlast-Rettungswagen (S-RTW), ein Kommandowagen, ein ManV-Notarzteinsatzfahrzeug (NEF), ManV-RTW und ein Hilfeleistungslöschgruppenfahrzeug (HLF).
Außerdem stehen hier einige Reservefahrzeuge, wie eine Reserve-DLK, ein Reserve-NEF, ein Reserve-RTW und ein Reserve-ELW.
Der Feuerwehrschule stehen zwei HLF, zwei Mannschaftstransportfahrzeuge (MTF), der Großraumeinsatzwagen 20 (GEW 20), ein Wechselladerfahrzeug (WLF), der AB-Fahrschule, der AB-Mulde, der Fahrschulanhänger, ein ELW1, das Wechseleinschubfahrzeug, ein Gerätewagen Logistik (GW-L) und ein Gerätewagen Nachschub (GW-N) zur Verfügung.

#### Feuer- und Rettungswache 3

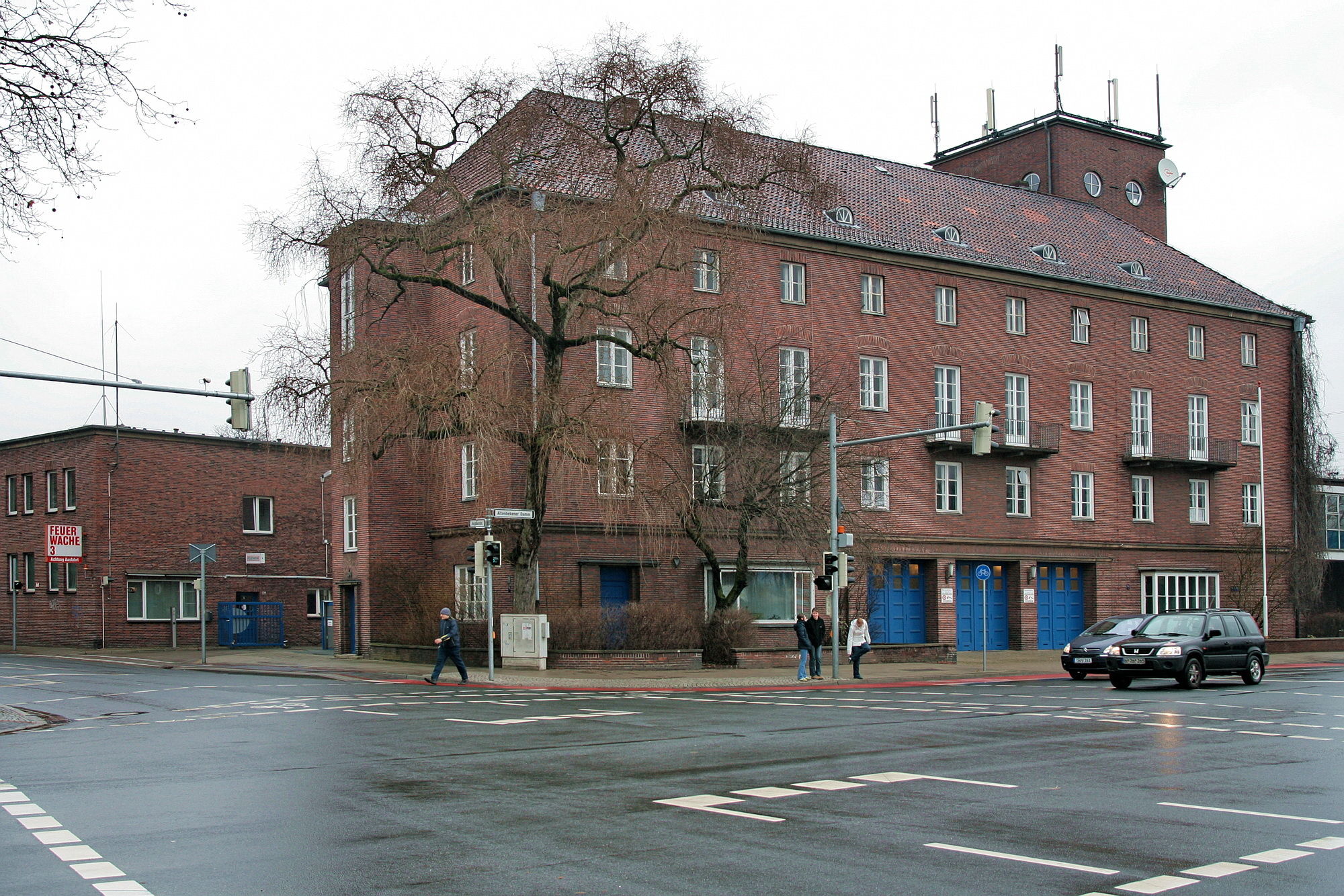
Ehemalige Feuer- und Rettungswache 3 (1937–2019)

Die neue Feuer- und Rettungswache 3 in Kirchrode, Lange-Feld-Straße 113, wurde im Oktober 2019 in Betrieb genommen. Sie liegt etwa einen Kilometer östlich des Messeschnellwegs, ganz im Westen Kirchrodes, wo es an Kleefeld, Waldheim und Seelhorst grenzt und hat auch die Funktion der Werkfeuerwehr der Deutschen Messe AG.
Die alte FRW 3 in der Südstadt (Jordanstraße 34A) war die kleinste Feuer- und Rettungswache in Hannover. Hier waren das Atemschutzzentrum und die Elektrogeräteprüfung sowie die Sicherheits- und Gebäudetechnik untergebracht. Die Sonderaufgaben der FRW 3 sind Atemschutz und ABC-Schutz.
Auf der FRW 3 sind ein Löschzug, zwei RTW, ein MZW, zwei KdoW, drei WLF mit AB-Atemschutz, AB-Dekontamination sowie AB-Gefahrgut, der Gerätewagen Messtechnik (GW-Mess), ELW B-Dienst ABC und zwei Inspektionswagen stationiert. Außerdem stehen dort ein Reserve Gerätewagen Messtechnik (GW-Mess), Reserve-AB-Gefahrgut und ein Reserve-NEF, ein Reserve-HLF und eine DLK.

#### Feuer- und Rettungswache 4
Die Feuer- und Rettungswache 4 auf dem Tönniesberg (Nenndorfer Chaussee 5) in Bornum beherbergt das Logistikzentrum der Berufsfeuerwehr, die Schlauchwerkstatt, das Gerätelager und das Kommunikationszentrum. Die Sonderaufgaben sind Logistik und Wasserrettung.
Auf der FRW 4 sind neben einem Löschzug, den Freiwilligen Feuerwehren Ricklingen und Bornum, zwei RTW, ein MZW, der GW-Tierrettung (GW-T), der GW-Wasserrettung (GW-W), ein Mehrzweckboot, ein Rettungsboot, ein KdoW, drei WLF, der AB-Pumpe, der AB-Sandsackfüllmaschine (AB-SaSaFü), der AB-Räumgeräte, der AB-Sonderlöschmittel (AB-SoLm), der AB-Pulver, der AB-Schaum, der AB-Wasserförderung (AB-WaFö), ein GW-Logistik und ein ManV-RTW. Außerdem stehen hier zwei Reserve-HLF und ein Reserve-RTW.
Dem Logistikzentrum sind folgende Fahrzeuge zugeordnet: Ein Radlader, ein Teleskoplader, ein Tieflade-Anhänger, ein GW-Logistik, der GW-Feuerwehrkurier, das Wechseleinschubfahrzeug-Feuerwehrkurier, zwei AB-Pritsche, zwei AB-Ladeboden, zwei AB-Mulde, der AB-Sand und der Anhänger zum Transport eines Abrollbehälters.

#### Feuer- und Rettungswache 5
In der Feuer- und Rettungswache 5 im Roderbruch (Karl-Wiechert-Allee 60A; am Fernsehturm „Telemax“) sind das Betriebsbüro, die Pumpenwerkstatt und die Geräteprüfung untergebracht. Als Sonderaufgabe übernimmt sie die schwere technische Hilfeleistung.
Auf der FRW 5 sind ein Löschzug, ein Großtanklöschfahrzeug (GTLF 10000), zwei RTW, die Teleskopmastbühne 54 (TMB 54), der Feuerwehrkran 60 (FwK 60), ein MZW, ein GW-Höhenrettung, ein KdoW, ein WLF, der AB-Kran, der GW-Kfz Service und die drei Fahrzeuge für den Leitenden Notarzt (LNA). Außerdem steht hier ein Reserve-RTW.

#### Notarztstandorte
Der Notarztstandort 1 befindet sich am Friederikenstift in der Calenberger Neustadt. Das Notarzteinsatzfahrzeug (NEF) 1 wird vom Personal der Feuer- und Rettungswache 1 und einem Notarzt des Friederikenstifts besetzt.
Der Notarztstandort 2 befindet sich am Klinikum Nordstadt. Das NEF 2 wird vom Personal der Feuer- und Rettungswache 2 und einem Notarzt des Klinikums Nordstadt besetzt.
Der Notarztstandort 3 befindet sich im Kinderkrankenhaus auf der Bult. Hier ist jede dritte Woche das NEF 3 stationiert, das vom Personal der Feuer- und Rettungswache 3 und einem Notarzt des Kinderkrankenhauses besetzt wird. Es handelt sich nicht um ein spezielles Kinderrettungsfahrzeug, sondern um ein normales NEF. Die restliche Zeit ist das NEF 3 auf der Feuer- und Rettungswache 3 stationiert, dann wird der Notarzt im Wechsel je eine Woche vom Friederikenstift und vom Vinzenzkrankenhaus gestellt.
Der Notarztstandort 4 befindet sich im Klinikum Siloah. Das NEF 4 wird vom Personal der Feuer- und Rettungswache 4 und einem Notarzt des Klinikums besetzt.
Der Notarztstandort 5 befindet sich in der Medizinischen Hochschule. Das NEF 5 wird vom Personal der Feuer- und Rettungswache 5 und einem Notarzt der MHH besetzt.

### Fahrzeuge
Die Freiwillige- und Berufsfeuerwehr verfügte im Jahr 2023 über einen Fahrzeugbestand von insgesamt 338 Fahrzeugen. Dazu zählen 63 Löschfahrzeuge, 14 Hubrettungsfahrzeuge, 26 Rettungswagen und 33 Abrollbehälter.
| Fahrzeuge            | 2007 | 2008 | 2009 | 2010  | 2011 | 2012 | 2015 | 2023 |
| -------------------- | ---- | ---- | ---- | ----- | ---- | ---- | ---- | ---- |
| Löschfahrzeuge       | 18   | 17   | 17   | k. A. | 17   | 17   | 21   | 25   |
| Hubrettungsfahrzeuge | 8    | 7    | 8    | k. A. | 8    | 10   | 10   | 11   |
| Rettungswagen        | 14   | 14   | 14   | k. A. | 14   | 13   | 19   | 26   |
| Abrollbehälter       | 19   | 18   | 18   | k. A. | 23   | 26   | 32   | 31   |

Das Hilfeleistungslöschfahrzeug (HLF) wurde so konzipiert, dass es zur Brandbekämpfung, Hilfeleistung und First-Responder-Einsätze im Rettungsdienst eingesetzt werden kann. Für die Brandbekämpfung ist es mit 2000 Liter Wasser, 200 Liter Schaumbildner sowie je einer Schnellangriffseinrichtung für ein C-Hohlstrahlrohr und einem Mittelschaumrohr ausgestattet. Es wird mit einer Feuerlöschkreiselpumpe FP 16/8 betrieben. Das Fahrgestell des HLF ist ein Daimler Chrysler Econic 1828 mit einem Aufbau von Iveco Magirus. Die Gesamtlänge beträgt rund 8,5 Meter, die Breite etwa 2,5 Meter sowie die Höhe rund 3 Meter.
Seit 2011 gibt es zwei neue HLF auf MAN TGM. Sie sind als Prototypen an den Wachen 1 und 2 stationiert und werden auf ihre Alltagstauglichkeit getestet.
Im Jahre 2023 wurde ein erstmals vollelektrisch angetriebener Rettungswagen (e-RTW) auf der Wache 1 in Dienst genommen. Zudem wurde auch ein ebenfalls vollelektrisch angetriebenes Notarzteinsatzfahrzeug (e-NEF) der Wache 4 am Standort Siloah getestet. Die Umsetzung des e-NEF ist zur nächsten Ersatzbeschaffung geplant.

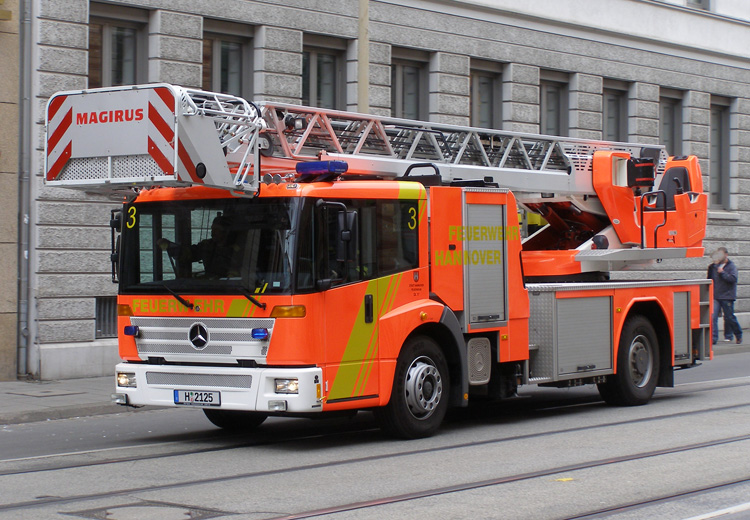
Drehleiter der Berufsfeuerwehr Hannover

#### Züge
Die Fahrzeuge der Feuerwehr sind zu bestimmten Zügen zusammengefasst:
Ein Löschzug der Berufsfeuerwehr besteht aus zwei Hilfeleistungslöschfahrzeugen (HLF), einer Drehleiter mit Korb (DLK), einem Einsatzleitwagen Typ 1 (ELW1) des Einsatzleitdienstes (C-Dienstes). Meist rückt parallel zum Löschzug ein Rettungswagen (RTW) aus.
Jede Feuer- und Rettungswache verfügt über mindestens einen Löschzug.
Der Umweltzug (auch ABC-Zug) rückt parallel mit einem Löschzug von der Feuer- und Rettungswache 3 aus. Er besteht aus dem Gerätewagen-Messtechnik (GW-Mess), einem Wechselladerfahrzeug (WLF) mit dem Abrollbehälter Gefahrgut (AB-G), einem WLF mit Abrollbehälter Atemschutz (AB-A) und einem WLF mit dem Abrollbehälter Dekontamination (AB-Dekon). Der Umweltzug wird von der Fachgruppe Dekontamination und Spüren und Messen unterstützt.
Der Rüstzug der Berufsfeuerwehr rückt parallel mit einem Löschzug von der Feuer- und Rettungswache 5 aus. Er besteht aus dem Feuerwehrkran 60 (FwK 60) und einem Wechselladerfahrzeug (WLF) mit Abrollbehälter-Kran (AB-Kran). Der Rüstzug wird von der Fachgruppe schwere technische Hilfeleistung unterstützt.
Je nach Einsatzart rücken verschiedene Fahrzeuge zur Einsatzleitung aus. Als erstes Fahrzeug der Einsatzleitung ist durch seine Zugehörigkeit zum Löschzug meist der C-Dienst mit einem ELW 1 vor Ort. Wird ein weiterer Löschzug (BF oder FF) alarmiert, so wird der zuständige B-Dienst (Ost oder West) mit seinem KdoW hinzugezogen und übernimmt die Einsatzleitung vor Ort.
Mit Erhöhung des Stichworts (Alarmstufe 2) wird zuerst der Einsatzleitwagen 3 (ELW3) mit einem der drei Gerätewagen Funk- und Nachrichtentechnik (GW-FN) alarmiert.
Wird das Stichwort weiter erhöht (b3 oder höher) rückt der A-Dienst sowie die Fachgruppe Führung und Kommunikation (FüKom) zur Besetzung des ELW 3 nach.
Bei größeren Einsätzen fährt auch der Pressesprecher die Einsatzstelle an.
Je nach Lage wird der Direktionsdienst über den laufenden Einsatz informiert und ist dann, nach eigenem Ermessen entweder in der Regionsleitstelle oder an der Einsatzstelle präsent.

## Freiwillige Feuerwehr

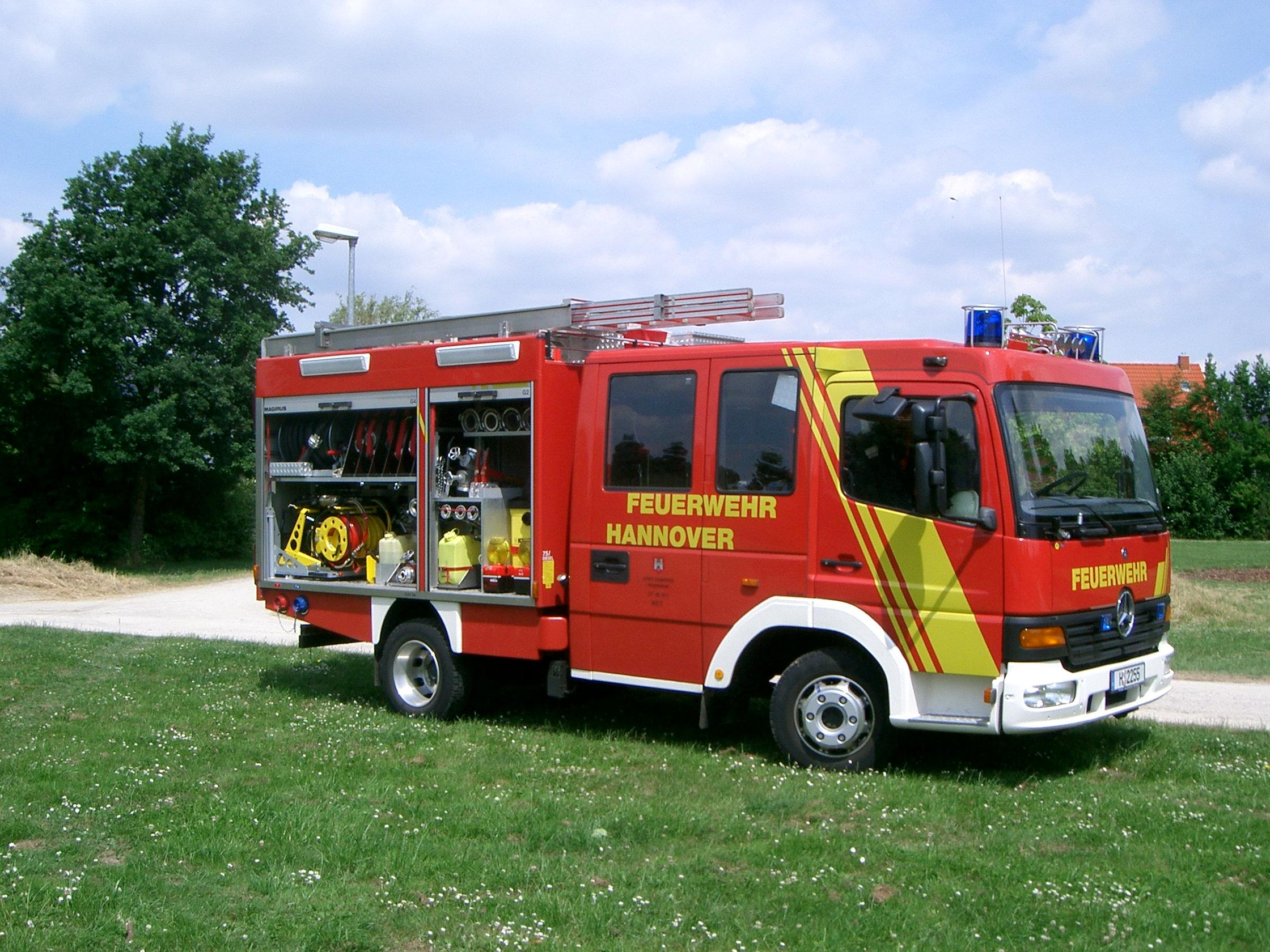
Löschgruppenfahrzeug LF10/6 der Freiwilligen Feuerwehr Wettbergen

Die Freiwillige Feuerwehr wird ehrenamtlich von dem Stadtbrandmeister der Stadt Hannover geleitet, der auf Vorschlag der Ortsbrandmeister mit Beschluss des Rates der Stadt für sechs Jahre ernannt und durch den Feuerwehrdezernenten der Stadt Hannover offiziell ernannt und in sein Amt eingeführt wird. Seit 2023 hat Michael Psarrianos das Amt inne. Der Stadtbrandmeister, seine zwei Stellvertreter, die Ortsbrandmeister und weitere Personen bilden das Stadtfeuerwehrkommando Hannover. Innerhalb des Fachbereichs Berufsfeuerwehr (OE37) kümmert sich der Bereich OE37.5 um alle Belange der Freiwilligen Feuerwehr Hannover. Der Leiter des Fachbereichs nimmt die Funktion des Kreisbrandmeisters wahr.

### Standorte
| Ortsfeuerwehr | Gründung | Fahrzeuge | Fachgruppe |
| ------------- | -------- | --- | --- |
| Ahlem         | 1902     | HLF 20, LF 10/6, MTF, Stromanhänger 40kVA                                                                                                  | ManV (Behandlungsplatz) |
| Anderten      | 1887     | HLF 20, LF 10/6 (Reserve der FF), LF 20/16 KatS, MTF, RW 2, Stromanhänger 125 kVA                                                          | Technische Hilfeleistung, Wasserrettung |
| Badenstedt    | 1888     | HLF 20, LF 16-TS, MTF | ABC-Gefahrenabwehr (Spüren und Messen) |
| Bemerode*     | 1888     | HLF 20, LF 16/12, DLK 23/12, GW-FüKom, MTF, Krad 7, Krad 9, Stromanhänger 40 kVA                                                           | Führung und Kommunikation |
| Bornum        | 1902     | LF 16/12, LF 10/6, MTF | Logistik, Hochwasserschutz |
| Buchholz      | 1902     | HLF 20, LF 10/6, TLF 5000, MTF | ABC-Gefahrenabwehr (Spüren und Messen) |
| Davenstedt    | 1902     | HLF 20, LF 10/6, MTF, MTF+, WLF, AB-Dekon Z, AB-Mulde, Stromanhänger 40 kVA                                                                | ABC-Gefahrenabwehr (Dekontamination Personen/Verletzte)                                                                                                  |
| Kirchrode*    | 1888     | HLF 20, LF 20/16 KatS, MTF, GW-L2 (Betreuung), Stromanhänger 40 kVA, Feldkochherd (FKH), Kühlanhänger (AKK)                                | Verpflegung und Betreuung |
| Limmer        | 1885     | HLF 20, LF KatS, TLF 5000, GW-Dekon-P1, MTF, Stromanhänger 40 kVA                                                                          | ABC-Gefahrenabwehr (Dekontamination Einsatzkräfte), ManV (Patiententransport)                                                                            |
| Linden        | 1876     | HLF 20, MLF, MTF, CBRN-ErkKw, GW-L2 (Dekon-G), GW-Dekon-P2, Stromanhänger 40 kVA                                                           | ABC-Gefahrenabwehr (Dekontamination Geräte und Löschwasserrückhaltung, Dekontamination Personen/Verletzte, Spüren und Messen), ManV (Patiententransport) |
| Misburg       | 1902     | HLF 20, LF 20-KatS, GTLF 10000, TMB 32, MTF, ELW1, GW-L2 (SW), Anh.-Rettungsboot                                                           | Wasserrettung |
| Ricklingen    | 1878     | HLF 20, LF 16/12, MTF, GW-L2 (SW2000) | Logistik, Wasserrettung, Hochwasserschutz |
| Stöcken       | 1889     | HLF 20, LF 20/16 KatS, MTF, GW-L2 (SW), Schaumwerferanhänger, die FF Stöcken besetzt ebenfalls AB Betreuung und AB Rettung                 | ManV (Behandlungsplatz) |
| Vinnhorst     | 1902     | HLF 20, LF 20/16 KatS, LF 16/12 (Reserve der FF), DLK 23/12, MTF, GW-FüKom, ELW 2, Krad 6, Krad 8, Anh.-Rettungsboot, Stromanhänger 40 kVA | Führung und Kommunikation, Wasserrettung, ManV (Patiententransport)                                                                                      |
| Wettbergen    | 1881     | HLF 20, LF 10/6, MTF | ABC-Gefahrenabwehr (Spüren und Messen), Hochwasserschutz                                                                                                 |
| Wülfel        | 1894     | HLF 20, LF 20/16 KatS, MTF, GW-Küche, Stromanhänger 40 kVA                                                                                 | Verpflegung und Betreuung |
| Wülferode     | 1894     | LF 16/12, TLF 5000, MTF, RW 2, Lichtmastanhänger                                                                                           | Technische Hilfeleistung (Tunnelrettung) |

*) Seit 2006 gibt es ein gemeinsames Feuerwehrhaus der Freiwilligen Feuerwehren von Bemerode und Kirchrode in Kirchrode.

### Fahrzeuge
Die Freiwillige Feuerwehr verfügte 2023 über 97 Fahrzeuge, darunter 38 Löschfahrzeuge, drei Hubrettungsfahrzeuge und zwei Abrollbehälter. Da der Rettungsdienst nicht in das Aufgabenfeld der Freiwilligen Feuerwehr fällt, verfügt diese über keine Rettungsfahrzeuge.
Der in Vinnhorst stationierte Einsatzleitwagen 2 ist das einzige Fahrzeug dieses Typs bei der Feuerwehr Hannover. Er ist in drei Räume mit Fahrer- und Fernmelderaum, Besprechungsraum und Geräteraum unterteilt. Der Einsatzleitwagen 2 wird ab Alarmstufe 3, bei Einsätzen in Stadtbahntunneln oder bei Gefahrguteinsätzen größerer Art eingesetzt. Er übernimmt dann als Ergänzung und Entlastung des Lage- und Führungszentrums die Aufnahme einer örtlichen Einsatzleitung und ist Führungsfahrzeug der Kreisfeuerwehrbereitschaft. Das Fahrzeug gehört zur Fachgruppe Führung und Kommunikation.
Die Feuerwehr verfügt über zwei baugleiche Gerätewagen Führung und Kommunikation, die zur Fachgruppe Führung und Kommunikation gehören und in Bemerode und Vinnhorst stationiert sind. Der GW-FüKom dient dem Aufbau drahtgebundener oder drahtloser Kommunikationswege.
Der 2005 beschaffte Gerätewagen Verpflegung und Betreuung ist bei der Ortsfeuerwehr Wülfel stationiert und gehört zur Fachgruppe Verpflegung und Betreuung. Das Fahrzeug dient der Verpflegung von Einsatzkräften bei länger andauernden Einsätzen sowie im Rahmen eines umfangreicheren Betreuungsauftrages zur Verpflegung und Betreuung einer größeren Anzahl von Personen.
Die Feuerwehr Hannover verfügt über eine Reihe von Anhängern. Dazu gehören ein Feldkochherd (FKH). Der Kühlanhänger dient zum Transport von Einsatzverpflegung und Material sowie der Bereitstellung gekühlter Getränke im Rahmen der Einsatzverpflegung bei großen und langanhaltenden Einsatzstellen. Außerdem gibt es einen Anhänger mit Notstromanhänger (NomA) bei der Freiwilligen Feuerwehr Anderten. Der Lichtmastanhänger (LiMa-A) dient zur Ausleuchtung von Einsatzstellen und zur Notstromeinspeisung von Gebäuden.
Die Feuerwehr Hannover verfügt seit 2006 über einen Abrollbehälter-Dekontamination-Zivilpersonen (AB-Dekon-Z). Er dient zur Dekontamination von Personen, die mit atomaren, biologischen oder chemischen Stoffen in Berührung gekommen sind. Der Abrollbehälter ist auf einem Wechselladerfahrzeug aufgesattelt, mit dem er zum Einsatzort transportiert wird. Eine Besonderheit stellt das Schienensystem dar, mit dem verletzte Personen auf Schaufeltragen liegend dekontaminiert werden können.
Im Jahr 2016 wurden den Freiwilligen Feuerwehren unter anderem mehrere HLF 20 übergeben.

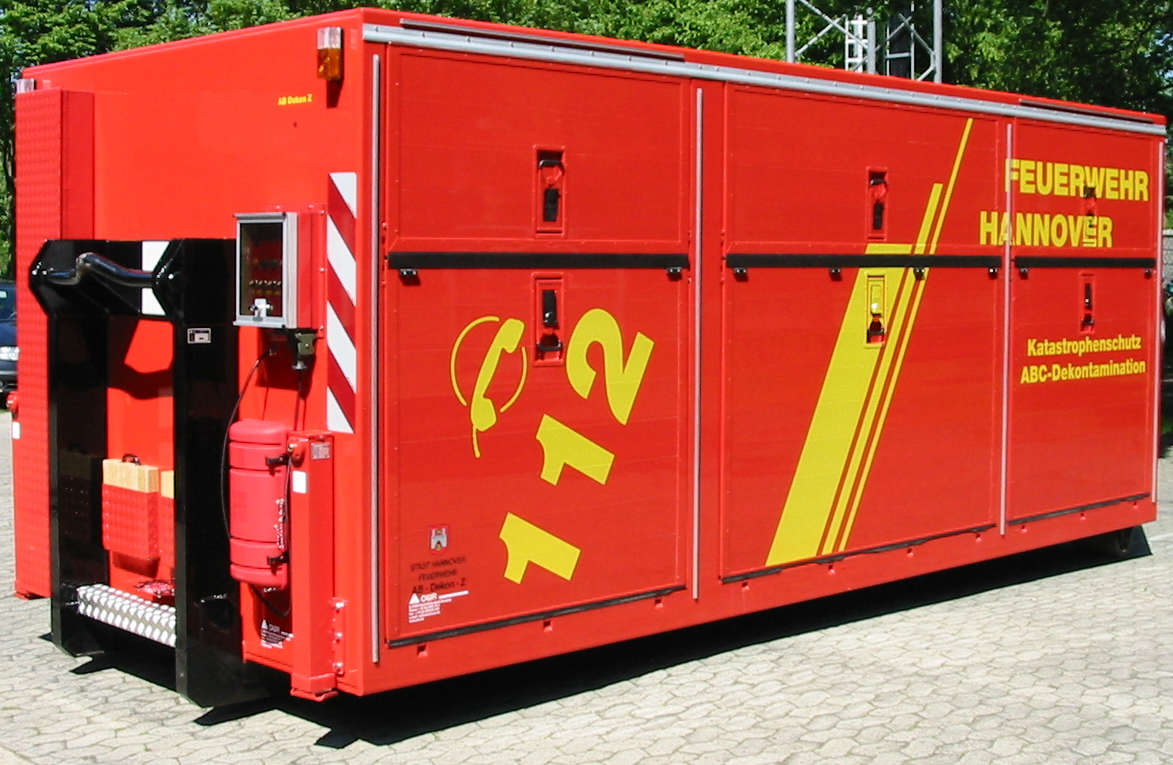
AB-Dekon-Z
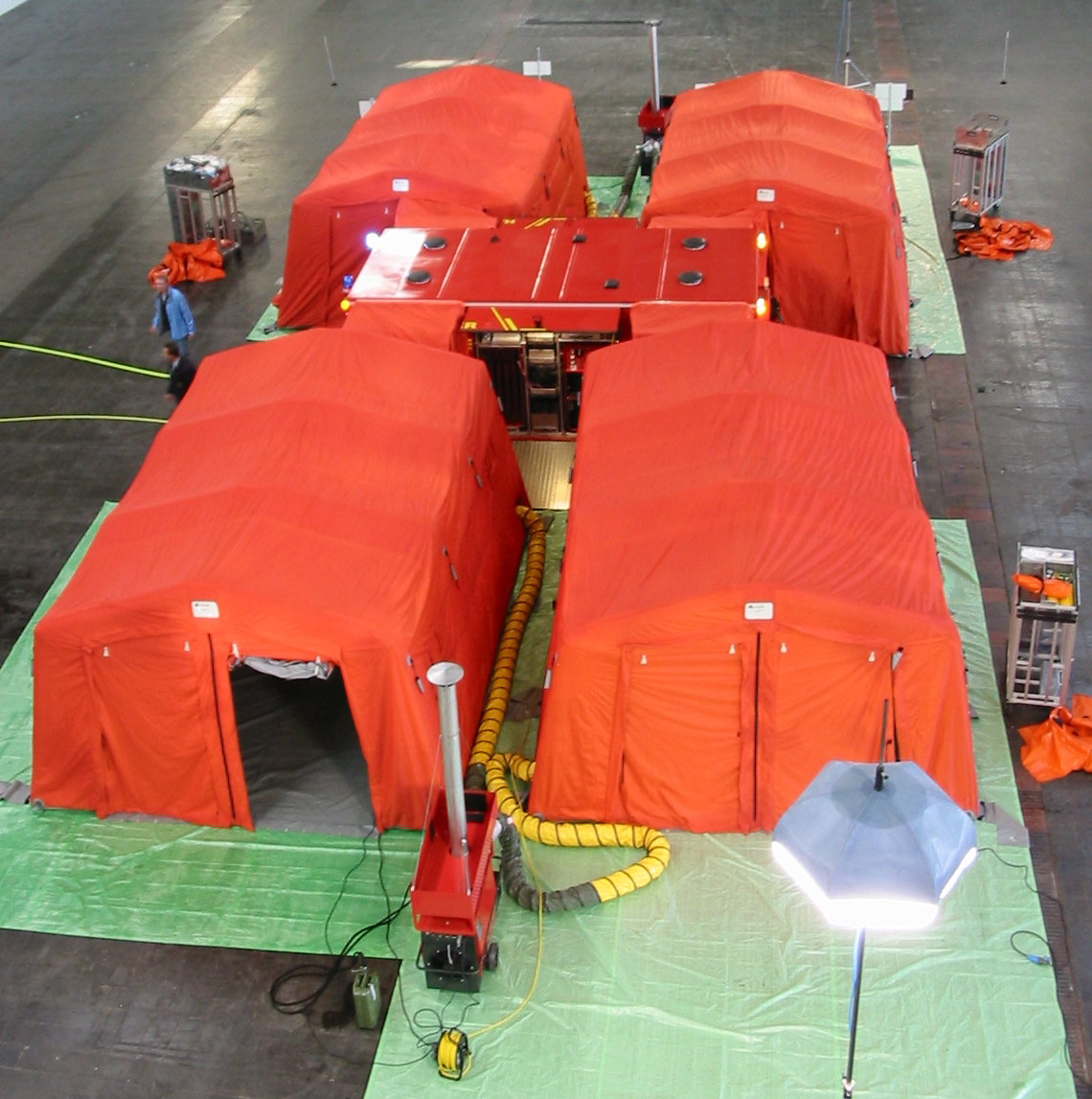
AB-Dekon-Z aufgebaut
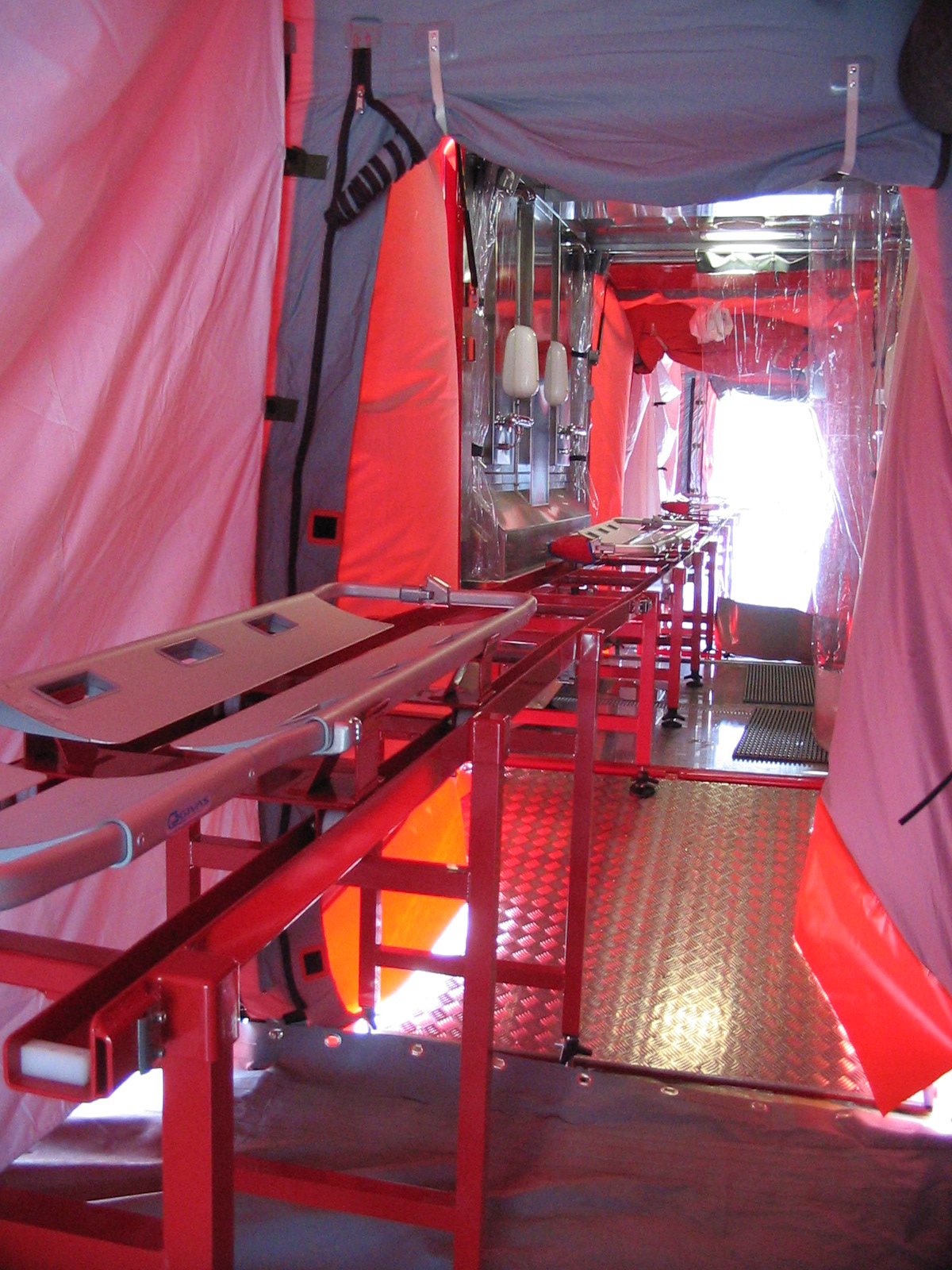
Verletzten-Transport-System

## Werkfeuerwehren

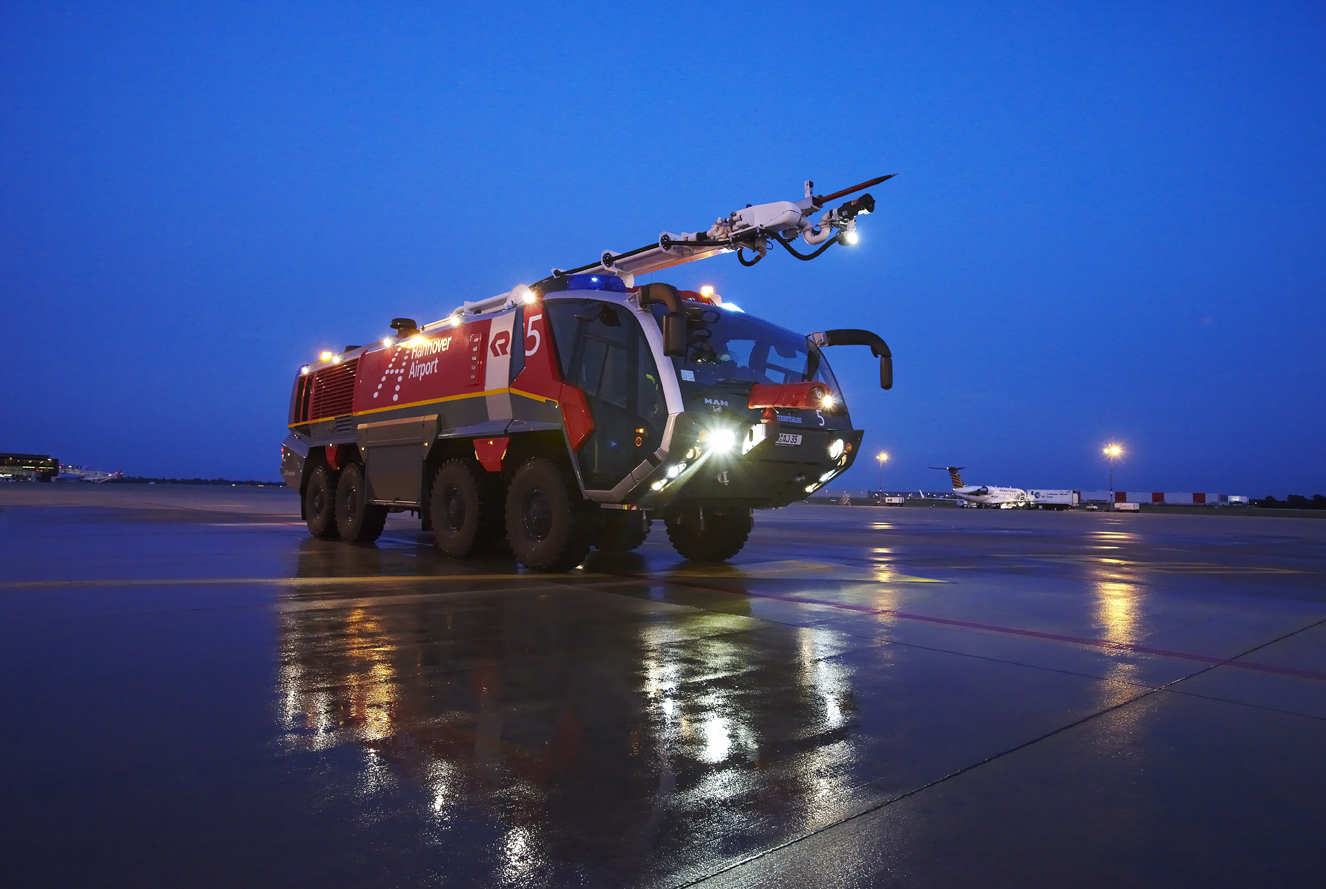
Löschfahrzeug der Flughafenfeuerwehr Hannover-Langenhagen

Die Berufsfeuerwehr kooperiert mit den Werkfeuerwehren (WF) von Volkswagen Nutzfahrzeuge, Continental AG und Deutsche Messe AG sowie der Flughafenfeuerwehr am Flughafen Hannover.
Zusammen mit der VW-Werkfeuerwehr wurde das Tanklöschfahrzeug 24/60 beschafft und auf der Feuer- und Rettungswache 2 stationiert. Es dient schwerpunktmäßig der Verbesserung der Wasserversorgung an entlegenen Einsatzstellen und auf Bundesautobahnen sowie zur Bekämpfung von Industriebränden. Regelmäßig finden gemeinsame Übungen auf dem VW-Werksgelände statt.
Die Werkfeuerwehr der Deutschen Messe AG ist eine nebenberufliche Werkfeuerwehr, was eine Unterstützung der Berufsfeuerwehr während großer Messen notwendig macht. In Kooperation mit der Messe-Werkfeuerwehr wurde auch das Tanklöschfahrzeug 24/60 der Freiwilligen Feuerwehr Misburg beschafft. Ein Messelöschzug besteht in der Regel aus Einsatzleitwagen, Hilfeleistungslöschgruppenfahrzeug, Tanklöschfahrzeug und Kleineinsatzfahrzeug.
Die Kooperation mit der Flughafenfeuerwehr besteht zum einen daraus, dass die Berufsfeuerwehr eine Drehleiter am Flughafen stationiert und das Personal vom Flughafen zu Rettungsassistenten ausbildet. Im Gegenzug fährt der Rettungswagen der Flughafenfeuerwehr auch Einsätze im Stadtgebiet.
Die ehemalige Werkfeuerwehr der Continental AG wurde bezüglich des abwehrenden Brandschutzes von der Berufsfeuerwehr übernommen. Während das Personal teilweise übernommen wurde, wurden einzelne Fahrzeuge der Werkfeuerwehr verkauft. Dafür wurde ein weiteres Hilfeleistungslöschgruppenfahrzeug (HLF 2C) auf der Feuer- und Rettungswache 2 stationiert und durch ehemalige Werkfeuerwehrleute besetzt.
Seit 2014 die neue Feuer- und Rettungswache 1 am Weidendamm in der Nordstadt die Aufgaben des abwehrenden Brandschutzes für den Continental-Standort Vahrenwald übernimmt ist auch die letzte von ehemals drei Werkfeuerwehrwachen in Continental-Standorten ersetzt.
Weitere Werkfeuerwehren in der Stadt Hannover sind:
- WF Nexans Deutschland AG & Co KG, Hannover
- WF Radio Frequency Systems GmbH, Hannover
- WF VB Autobatterie GmbH & Co. KGaA, Hannover
- WF VSM Vereinigte Schmirgel- und Maschinen-Fabriken AG, Hannover

## Leitstelle Hannover
Die Feuerwehr Hannover betreibt gemeinsam mit der Region Hannover das Lage- und Führungszentrum und die Einsatzleitstelle für Stadt und Region Hannover auf dem Gelände der Wache 1. Durch die Regionsleitstelle werden Rettungsdienst, Feuerwehr, Krankentransporte, Katastrophenschutz und Sanitätsdienste disponiert. Die Leitstelle Hannover ist Teil des Bereichs OE 37.5 Technische Einsatzführung und Kommunikation im Fachbereich Berufsfeuerwehr.
Zudem ist eine Redundanzleitstelle auf der FRW 2 vorhanden, welche kurzfristige Ausfälle auf der Wache 1 übernehmen kann.
Bei der Alarmierung durch die Leitstelle Hannover gibt es acht Einsatzarten: Rettungseinsatz (R), Notarzteinsatz (N), Krankentransport (K), Objektalarm (O), Brandeinsatz (B), Hilfeleistung (H), Sonderalarm (S) und Verwaltung (V).
Die Koordinierungsstelle Intensivtransporte Niedersachsen disponiert seit Juli 2008 Intensivtransporte in ganz Niedersachsen. Sie kann auf Intensivtransportwagen, Intensivtransporthubschrauber und Rettungshubschrauber zugreifen und diese für Intensivtransporte abziehen. Sie disponiert die Intensivtransportwagen der Berufsfeuerwehr Hannover, der Johanniter Hannover, der Johanniter Oldenburg sowie den Intensivtransporthubschrauber Christoph Niedersachsen.

## Kulturelles
Das sinfonische Blasorchester der Feuerwehr Hannover Opus 112 ist ein Zusammenschluss von ambitionierten Hobbymusikern und ehemaligen Profimusikern, das bei besonderen Anlässen die Feuerwehr Hannover repräsentiert.
Im östlichen Teil des Geländes der Wache 10 gibt es das kleine Feuerwehrmuseum Hannover.